# Thomas Skat Rørdam
 Der er flere personer med dette navn, se Thomas Rørdam.
Thomas Skat Rørdam (født 11. februar 1832 i Låstrup, død 25. september 1909 i København) var biskop over Sjælland fra 1895 til sin død.
Skat Rørdam var søn af sognepræst Hans Christian Rørdam. Han blev født i Låstrup præstegård og kom ni år gammel i Fredericia Skole, fra hvilken han blev dimitteret 1848.
Efter at have taget Anden Eksamen, en udvidet filosofikum, tilbragte han halvandet år i hjemmet for under sin faders vejledning at begynde det teologiske studium, og da han 1851 vendte tilbage til universitetet, kastede han sig ikke alene over teologien, men også over de østerlandske sprog, i hvilke især professor Christen Hermansen var hans lærer.

## Udlandsrejse: i England for at studere syriske håndskrifter
1855 blev han teologisk kandidat, og derpå fik han bolig på Borchs Kollegium. 1857 foretog han med offentlig understøttelse en rejse til England for at studere de syriske håndskrifter, der kort i forvejen var erhvervet fra de nitriske klostre i Wadi Natron mellem Alexandria og Kairo.
Han undersøgte navnlig biskop Paulus fra Tellas syriske oversættelse af den hexaplariske (seksfoldige) Septuagintatekst (fra 616 eller 617), og af den udgav han Dommernes Bog og Ruths Bog med græsk oversættelse og en afhandling om Paulus fra Tella som oversætter (1859-1861).
Ved dette lærde arbejde, der nyder stor anseelse blandt syriologer, vandt han (1859) den filosofiske doktorgrad – hvor han skulle være den sidste til at føre det mundtlige forsvar på latin, som Rørdam alle dage fuldt ud beherskede.
Efter sin hjemkomst fra England ægtede han 19. maj 1858 Ovine Marie Frederikke Hauch (født 13. juni 1834), datter af digteren Carsten Hauch, og i de følgende år opholdt han sig i København, beskæftiget dels med studier, dels med manuduktion til teologisk embedseksamen og undervisning på Blaagaard Seminarium.
Samtidig øvede han som leder af "Theologisk Samfund" en ikke ubetydelig indflydelse på mange teologiske studerende, og en kort tid (1. maj 1862 til 1. november 1863) var han forstander for Missionsskolen i København.
| Citat           | Eleverne var af en kulturløs pietismes observans. Rørdam ville ikke vide af den pietistiske sammenblanding af kirke og skole; der måtte vælges: skulle skolen være evangelisk-luthersk eller pietistisk. Konflikten er typisk for brydningerne inden for datidens vakte kredse: modsætningen mellem lægmandens rent religiøst forståede kaldsbevidsthed og det akademiske krav om almendannende og teologiske kundskaber. | Citat |
| Lindhardt, s 19 | |       |

1866 tog han del i konkurrencen om en teologisk docentpost i etik (Afhandlinger ved den theologiske Konkurrence, 1867), og samme år udgav han Historisk Oplysning om den hellige Skrift (3. oplag 1884).
Næste år fulgte Den kristelige Lære, fremstillet i Sammenhæng (6. oplag 1892), der var en frugt af hans teologiske manuduktion og undervisningen på Blaagaard Seminarium. Denne
populære dogmatik bærer helt igennem et stærkt præg af hans ortodoks-lutherske grundanskuelse, på enkelte punkter også af påvirkningen fra Grundtvig; den indviklede ham i en fejde med biskop Gerhard Peter Brammer.

## Præst på landet 1869-1880
Da der ikke syntes at skulle åbne sig udsigt for ham til en ansættelse ved universitetet, søgte han præstekald på landet. 1869 blev han præst i Sønderup og Nordrup, Sjællands Stift, og 1873 blev han Carl Joakim Brandts efterfølger i Rønnebæk og Olstrup ved Næstved. Brandt blev 1872 Grundtvigs efterfølger i Vartov.
1871 blev han medlem af det første censorhold ved den teologiske eksamen, og dette hverv varetog han til 1886.
I de sjællandske præstegårde fortsatte han også studierne og fulgte med opmærksomhed de teologiske forhandlinger. Ofte gav han sit ord med i laget, snart ved artikler i Dansk Kirketidende, snart ved mindre skrifter og foredrag (Grundtvig og Luthers lille Katekismus, 1873; Tidens Alvor, 1876; Ret og Frihed, 1877; Det er godt at haabe, 1879), og han var i mange kristelig vakte kredse på Sjælland en meget påskønnet foredragsholder, som i de politisk bevægede tider jævnlig fik lejlighed til at tale et
besindigt og beroligende ord og at indskærpe sine tilhørere "Tidens Alvor".
Han tog også del i de grundtvigske vennemøder, altid med stade på retningens højre fløj, og på vennemødet 1879 hævdede han, at trosbekendelsen "ikke er et udvortes Bogstav, men et åndeligt Grænseskel, givet Menigheden ikke til at dømme med, men til at leve ved" – en udtalelse, der fremkaldte modsigelse fra adskillige af Grundtvigs disciple.
At den gamle kærlighed til det syriske sprog og den syriske litteratur ikke var rustet, viste han ved en fortrinlig oversættelse af nogle af Afrem Syrers Aandelige Digte (1879).

## Præst ved Helligåndskirken 1880-1886
Det var ikke underligt, at efterhånden flere og flere kom til den overbevisning, at hovedstaden ville være den rette virkeplads for en mand med Rørdams gaver og åndelige overlegenhed, og at han også selv kunne ønske at få en gerning derinde.
I foråret 1880, da Helligåndskirken efter den omfattende restaurering igen blev åbnet, blev han dens sognepræst, og han samlede
hurtigt en stor menighed, der helt fyldte det gamle kirkehus.
Det var ikke bestikkende ydre gaver, der drog de mange, indbyrdes højst forskellige tilhørere, navnlig mange mænd af de dannede klasser og studerende, til hans kirke, men hans ægte bibelske, jævne og dog så indtrængende forkyndelse.
Som prædikant forstår Rørdam af den hellige skrifts skatkammer at fremtage ikke blot gammelt, men også nyt, og uden at forfalde til journalistik på prædikestolen har han en ejendommelig evne til at kaste kristendommens lys over de spørgsmål, der rører sig i hans nærmeste kreds, og at virke både direkte og indirekte apologetisk.
Åndelig sundhed, grundigt kendskab til det sjælelige liv og en medfødt logik åbenbarer sig i hans forkyndelse, og denne bæres frem af en personlighed, der i en sjælden grad forstår at give sine ord vægt som "en troværdig Tale".
En samling prædikener fra hans første præstetid foreligger trykt i Kirkeaaret, en Aargang Prædikener (2. oplag 1890), og den har siden fundet en fortsættelse i en ny samling over de nye tekster (Naadens Aar, 1899).
Kort efter at Rørdam var kommet til hovedstaden, fik han i det lille skrift De kirkelige Frihedskrav (2. oplag 1881) lejlighed til at fremsætte og begrunde forskellige besindige kirkelige reformforslag og til at hævde de folkekirkelige synspunkter over for de frikirkelige tendenser i visse dele af den grundtvigske kreds; og da
Rigsdagen 1884 åbnedes, holdt han, med Christiansborg Slots rygende brandtomt som baggrund, en indtrængende prædiken om tidens alvor.

## Holmens Provst 1886-1895
1886 ombyttede han Helligåndskirkens prædikestol med Holmens Kirkes, og som Holmens provst kom han tillige til at indtage en ledende stilling blandt hovedstadens præsteskab og over for mange af Københavns kirkelige anliggender.
De fleste af byens præster slog kreds omkring ham, og på Bethesdamøderne stod han som en sikker talsmand for åndelig sundhed og kirkelig besindighed. Og trods den store og anstrengende præstegerning fik han tid til at fuldende en ny oversættelse af Det Ny Testamente, ledsaget af korte indledninger og anmærkninger (1887-92; 2. oplag 1894-95; en tekstudgave alene udkom 1896).
Dette værk hviler på et betydeligt videnskabeligt forarbejde både i retning af tekstkritik og eksegese. Oversættelsen vidner helt igennem om stor troskab over for grundteksten, og uden helt at bryde med det overleverede bibelmål har Rørdam, i højere grad end de tidligere oversættelser, søgt at forene hensynet til modersmålets
renhed med troskaben mod det græske sprog.
Det var navnlig med henblik på dette fremragende arbejde, at det teologiske fakultet 1894, ved kronprinseparrets sølvbryllup, tildelte ham den teologiske æresdoktorgrad. Rørdams oversættelse blev dog aldrig autoriseret, Fredrik Nielsen havde siden 1879 søgt at få sin ven gjort til æresdoktor, men især på grund af modstand fra Carl Henrik Scharling lykkedes det hverken da eller ved andet forsøg i 1891.. Det ser ud til at Rørdam kun blev biskop fordi biskop over Fyens Stift Harald August Edvard Stein afslog tilbuddet.

## Biskop 1895
Da Bruun Juul Fog 1895 nedlagde den sjællandske hyrdestav, blev Rørdam hans efterfølger, efter at der forud fra en meget stor del af stiftets præster var udtalt et ønske om at se ham på denne plads. Det første, der her ventede ham, var fortsættelsen og fuldendelsen af det arbejde for opførelsen af nye kirkebygninger og sognedeling i hovedstaden, som et lægmandsudvalg i flere år med iver og energi havde holdt i gang.
Kort efter sin overtagelse af bispeembedet dannede han "det Kjøbenhavnske Kirkefond". Derved blev kirkesagen knæsat af den kirkelige øvrighed, og arbejdet for den blev knyttet fastere til den folkekirkelige ordning. Kirke har rejst sig ved kirke i hovedstadens folkerige sogne, og Rørdam er derved kommet til at foretage en usædvanlig stor mængde kirkeindvielser.
Under hans forsæde har det kirkelige råd tilendebragt revisionen af ritualerne og ført salmebogssagen til en afslutning.
Som Holmens provst havde han, sammen med professor Fredrik Nielsen udgivet et forslag til et lempeligt gennemsyn af ritualerne for dåb og nadver. Nu blev det overdraget ham, på grundlag af de af det kirkelige råd reviderede ritualer, at tilvejebringe en ny udgave af alterbogen.
Han var medlem af det private udvalg, der fremlagde forslaget til Salmebog for Kirke og Hjem i dets forskellige skikkelser, og en af dem, der udarbejdede det sidste Tillæg til Roskilde Konvents salmebog.
Som Sjællands biskop faldt det i hans lod at have tilsyn med den endelige redaktion af Salmebog for Kirke og Hjem og med udarbejdelsen af Hjælpetillægget til denne.
1894, ved sit 25 års jubilæum som præst, fik Rørdam Kommandørkorset af 2. grad; 1898 blev han Kommandør af 1. grad, 1900 Ordensbiskop og fik Storkorset i 1904.

Lindhardt slutter sidste kapitel i sin bog om Rørdam med følgende: 
| Citat             | "Bispevalget" 1895 er en betydningsfuld begivenhed, og det her fremlagte kildemateriale spejler klart brudfladerne i den daværende danske kirkelighed. Rørdams (og Gøtzsches) udnævnelse var et afgjort brud med den traditionelle linie, et synligt tegn på den magtstilling vækkelsesbevægelserne havde nået i deres kamp for at erobre kirken "indefra", og udtryk for et samvirke mellem retninger der på mange måder havde "ånd" om end ikke "meninger" eller "metoder" fælles. Og endelig var "valget" et væsentligt skridt henimod kirkens demokratisering, et demonstrativt og vellykket forsøg på at gennemtvinge foreløbig præsteskabets medbestemmelsesret; det 20. århundredes menighedslove førte denne udvikling til ende. | Citat |
| Lindhardt, s. 174 | |       |

I epilogen fortsætter han om bispetiden: 
| Citat              | ... at Rørdam nok med sine 63 år var for gammel til en så krævende stilling, ... men at embedets administrative og repræsentative sider blev bestridt med samvittighedsfuld omhu, men både teologisk og kirkepolitisk var han i sine senere år væsentligt ude af kontakt med tiden, langt mere en tilbageholdende magt end en fremfarende kraft. Bispeårene ... betegner den i enhver henseende rimelige kulmination på og afslutning af en højt begavet, lærd og vederhæftig mands kirkelige karriere - men ingen fornyelse. Til det nybrud der på mange måder skete i bispeårene var han mere tilskuer end inspirator, bundet som han på alle måder var af sin "kærlighed til det overleverede". | Citat |
| Lindhardt, s. 180. | |       |